# Nikolaus Schlam
Nikolaus Schlam (* 16. November 1885 in Salzburg; † 3. Februar 1946 ebenda) war ein österreichischer Politiker (DNSAP) und Hüttenmeister. Er war von 1927 bis 1932 Abgeordneter zum Salzburger Landtag.

## Ausbildung und Beruf
Schlam besuchte nach der Volksschule in Salzburg eine örtliche Hauptschule und trat im Jahr 1900 in den Dienst der k.k. Salinenverwaltung in Ischl in Oberösterreich, wo er bis 1904 als Kanzleijunge beschäftigt war. Er arbeitete danach von 1904 bis 1908 als Hüttenarbeiter und war zwischen den Jahren 1908 und 1914 Manipulationszögling bzw. Hüttengehilfe bei der k.k. Salinenverwaltung in Bad Ischl. Ab 1914 arbeitete er als Rechnungsgehilfe bei der k.k. Salinenverwaltung in Hallein, bevor er von 1915 bis 1918 im Ersten Weltkrieg kämpfte.
Schlam arbeitete nach seiner Rückkehr aus dem Krieg von 1918 bis 1919 erneut in der Salinenverwaltung, diesmal jedoch in Ebensee. In der Folge wurde er 1919 zum Unterbeamten ernannt, woraufhin er von 1919 bis 1938 als Hüttenmeister bzw. Oberhüttenmeister und technischer Obersekretär bei der Salinenverwaltung in Hallein beschäftigt war. Nach der Machtübernahme der Nationalsozialisten wurde er 1938 zwangspensioniert, nach dem Ende des Zweiten Weltkriegs 1945 jedoch wieder reaktiviert. Auf Grund seines gesundheitlichen Zustandes erfolgte noch 1945 seine neuerliche Pensionierung.

## Politik und Funktionen
Schlam gründete 1920 die Ortsgruppe Hallein der Deutschen Nationalsozialistischen Arbeiterpartei (DNSAP) und fungierte von 1925 bis 1931 als Landesparteiobmann der Deutschen Nationalsozialistischen Arbeiterpartei Salzburgs. Er war vom 4. Mai 1927 bis zum 18. Mai 1932 Abgeordneter zum Salzburger Landtag und hatte von 1927 bis 1932 die innerparteiliche Funktion des stellvertretenden Klubobmanns des DNSAP-Landtagsklubs inne. Des Weiteren war er von 1922 bis 1931 Mitglied des Gemeinderates und von 1936 bis 1938 Mitglied des Gemeindetages der Stadt Hallein. Zudem wirkte Schlam von 1928 bis 1930 als Obmann der Deutschen Arbeitergewerkschaft Salzburg, war 1930 Obmann der Deutschen Arbeitergewerkschaft für Österreich und von 1921 bis 1931 Arbeiterkammerrat. Er war 1935 Gauorganisationsleiter der Heimwehr im Tennengau und von 1928 bis 1934 Obmann der Salzburger Vereinskrankenkasse.